# 短棘平鮋
短棘平鮋，為輻鰭魚綱鮋形目鮋亞目平鮋科的其中一種，為亞熱帶海水魚，分布於北太平洋阿留申群島至美國加州海域，棲息深度0-375公尺，本魚體呈綠色到銀灰色，腹部白色略帶橘或淡紅色，唇暗色，下頜長的而且伸出超過上頜，頭部棘弱，背鰭硬棘13枚;背鰭軟條15-17枚;臀鰭硬棘3枚;臀鰭軟條7-8枚，體長可達71公分，棲息在岩石底質底層水域，卵胎生，生活習性不明，可做為食用魚。